# Carbonate de propylène
Le carbonate de propylène est un composé organique de formule brute C4H6O3 de la famille des esters de carbonate. Il se présente sous la forme d'un liquide combustible incolore teinté de jaune légèrement volatil ayant une faible odeur fruitée et très soluble dans l'eau. Dérivé du propylène glycol CH3–CHOH–CH2OH, il est utilisé comme solvant polaire aprotique. C'est un composé chiral, mais il est utilisé généralement sous forme de mélange racémique.
Il possède un moment dipolaire particulièrement élevé de 4,9 D, sensiblement supérieur à celui de l'acétone CH3COCH3 (2,92 D) et de l'acétate d'éthyle CH3CH2OCOCH3 (1,78 D). Il est ainsi possible d'obtenir du potassium, du sodium et d'autres métaux alcalins par électrolyse de leurs chlorures et d'autres sels dissous dans le carbonate de propylène.
Le carbonate de propylène est produit à partir d'oxyde de propylène CH3C2H3O et de dioxyde de carbone CO2 avec un catalyseur adéquat, généralement un halogénure de zinc :
CH3C2H3O + CO2 → C4H6O3.
Le carbonate de propylène peut également être converti en d'autres esters de carbonate utiles par transestérification.

## Utilisation
Du fait de sa permittivité élevée de 64, on l'utilise souvent comme composant à haute permittivité des électrolytes dans les piles au lithium, généralement avec un solvant à faible viscosité tel que le diméthoxyéthane CH3OCH2CH2OCH3. Sa polarité élevée lui permet de créer une couche de solvatation efficace autour des ions lithium, créant ainsi un électrolyte conducteur ; on ne l'utilise cependant pas dans les accumulateurs lithium-ion en raison de son effet destructeur sur le graphite.